# Фотометричні каталоги
Самим першим джерелом, що мав астрофотометричну інформацію був каталог, складений в ІІ столітті до нашої ери легендарним Гіпархом. Каталог Гіпарха, в якому було близько 800, до нас не дійшов. Дійшла його перероблена та доповнена версія, яка ввійшла в «Megalo Syntaxis…», «Велика побудова…» — «Альмагест» Клавдія Птолемея.

## The Bright Star Catalogue
На початку ХХ ст. в Гарвардській обсерваторії був складений каталог, до якого ввійшли 9110 найяскравіших зірок неба. Його друга версія мала назву Harvard Revised Photometry(перероблена гарвардська фотометрія).Перші літери назви цього каталогу дали назву номерам яскравих зірок. Їх тепер позначають абревіатурою HR. Наприклад, альфа Андромеди-це HR 15.Каталог був надрукований в чотирьох виданнях, кожне з яких уточнювалося і доповнювалося новими даними. На лівій сторінці розгортки розміщені всі ідентифікації та координати. Далі наводяться ідентифікаційні номера ще по двом іншим каталогам. Потім екваторіальні координати на епоху 1900.0 і 2000.0. На правій сторінці спочатку повторений номер HR,а потім наступні астрофізичні данні:зоряні величини V, показник кольору B-V,U-B та R-I,спектральні типи, власні рухи, променеві швидкості,інформація про обертання зорі, якщо така є, дані про подвійність.

## BD та HD
В 1859 році в Бонні був опублікований перший (з трьох) том відомого Боннського огляду неба. Керівником цієї роботи був Вільгельм Фрідріх Август Аргеландер. Помилок, що перевищують три десятих величини, в Боннському огляді у зірок, яскравіших ніж 8m,5 величини, практично немає. Такі помилки є тільки у слабких зірок. В каталозі BD вказуються:номер зони шириною 1 градус, на яку виставлявся в дану ніч телескоп. Далі порядковий номер зорі в цьому градусі, починаючи з початкового кола схилень, що проходить через точку весняного рівнодення. Ці два числа складають номер BD. Потім екваторіальні координати: пряме схилення та сходження, зоряна величина з десятими долями.
BD каталог відноситься до північного півсфери, від північного полюсу до схилення −2 градуси. Після смерті Арландера, його перший помічник Шенфельд продовжив В Бонні ці роботу і довів каталог до схилення −23 градуси. Це SBD-південне продовження BD.
Після цього в двох обсерваторіях південної півсфери були зроблені огляди, що продовжували BD до південного полюса. Одне продовження було зроблене в Аргентині, в обсерваторії Кордова. Це, як і BD-окомірний труд. Друге було зроблено фотографічно в Південній Африці на Капській обсерваторії. Сукупність BD,SBD і двох південних продовжень мають назву Durchmusterung(скорочено DM).

## Henry Draper Catalog
Henry Draper Catalog(HD)-це каталог зоряних спектрів.
По-перше, в цьому каталозі своя система позначень, дуже проста. Коли робота була закінчена, всі зірки були розташовані по прямому сходженню на епоху 1900 року,і кожній був присвоєний порядковий номер. Всього близько 225 000 спектрів. Спектри отримані з об'єктивною призмою, тобто з невисокою дисперсією, оцінювалися оком через лупу. В каталозі, перш за все, вказаний номер HD,причому на кожній сторінці-номера від 1 до 100, а додавати це число необхідно до того, що стоїть в лівому верхньому куті. Далі наводяться координати зірки, загальна частина прямого сходження винесена в заголовок, а схилення надруковане повністю. Також вказані зоряні величини,їх вже дві, це означає, що в астрономію прийшла фотографія.